# Sarcófagos de la Colección Ford

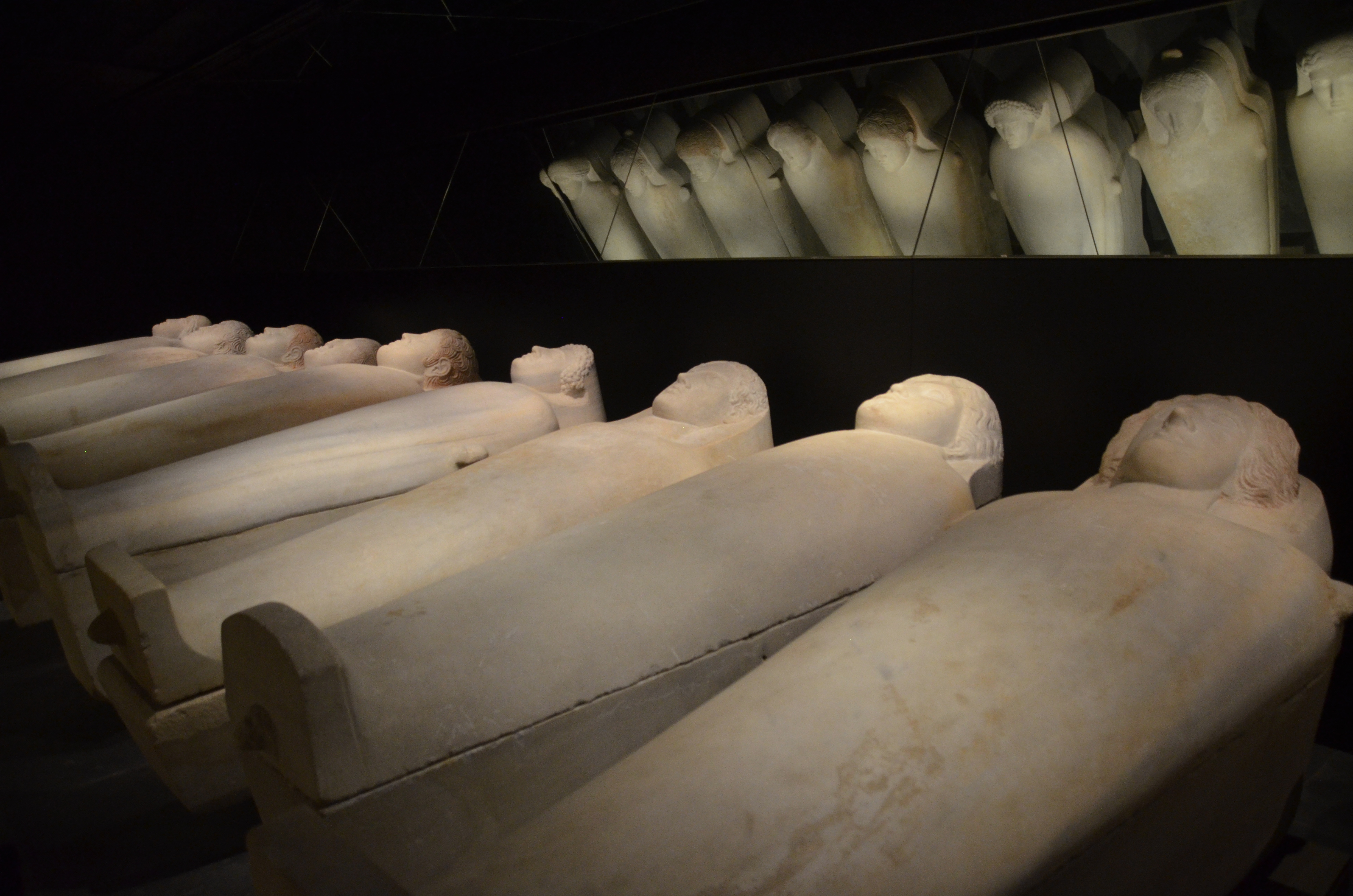
Los sarcófagos en el Museo Nacional de Beirut

Los sarcófagos de la Colección Ford son una colección de antiguo sarcófagos antropomorfos fenicios, considerados una de las atracciones estrella del Museo Nacional de Beirut. Están fabricados en mármol blanco.
Fueron descubiertos en 1901 en tumbas de fosa en Ain al-Hilweh, al sureste de Sidón, durante las excavaciones de la Escuela americana de Jerusalén. Los hallazgos fueron publicados al completo inicialmente en 1919 por Charles Cutler Torrey.
La tierra era poseída por el Colegio de la Misión Presbiteriana Americana que tomó posesión de los sarcófagos y los donó al Museo Nacional de Beirut en 1930. La colección fue entonces nombrada Colección Ford en honor de George Alfred Ford, el anterior director de la Misión Escolar que había muerto dos años antes, en 1928.
Todavía a día de hoy ésta es la colección más grande de este tipo de sarcófagos en el mundo.